# Monument de Lorraine
Pour les articles homonymes, voir Lorraine (homonymie).
Le Monument de Lorraine ou monument à la victoire de Lorraine est un monument situé en surplomb de la ville de Charmes dans le département des Vosges, qui a été érigé au lendemain de la Première Guerre mondiale pour célébrer la victoire de la France sur ses terres lorraines lors de la bataille de la trouée de Charmes.

## Localisation
Le monument de Lorraine est situé au sommet de la colline du Haut du Mont, à une altitude de 385 mètres. Une table d'orientation reproduisant le champ de bataille a été installée à proximité.
C'est pour l'IGN un site géodésique du réseau de détail français.

## Histoire
Le monument de Lorraine a été construit à l'instigation de René Georges Kimpflin, lieutenant qui prit part à la bataille, soutenu par le maréchal Hubert Lyautey, l'écrivain Maurice Barrès, le général Édouard de Castelnau, le député de Nancy et ministre Louis Marin, le député puis sénateur vosgien Maurice Flayelle.
Il est l'œuvre de l'architecte Léon Cayotte dont le projet a été retenu parmi les trois présentés. Sur des fonds rassemblés grâce à une souscription menée en 1923 et 1924, la première pierre fut posée le 23 août 1925 par le général de Castelnau,, et le monument a été inauguré le 19 août 1934 en présence du président de la République de l'époque, Albert Lebrun, ainsi que du maréchal Pétain, ministre de la Guerre,,,.
Après avoir été détruit le 5 septembre 1944 par l'occupant allemand lors de la Seconde Guerre mondiale, il fut reconstruit en acier inoxydable et de nouveau inauguré le 11 novembre 1968. Un bloc de calcaire provenant de l'ancien monument est exposé devant le nouveau. L'inscription « Lorraine 1914 » a été gravée sur ce bloc.
Le monument a été restauré en 2018, pour le centenaire de l'armistice du 11-Novembre.

## Description
Le monument de Lorraine a une forme d'obélisque surmonté d'un pyramidion. Il mesure 13 mètres de hauteur, et une croix de Lorraine de grande taille y figure.